# Håkan Magnusson (Magnus Marinasons ätt)
Håkan Magnusson (Magnus Marinasons ätt), död mellan 1343–1346, var en svensk riddare.

## Biografi
Håkan Magnusson (Magnus Marinasons ätt) nämns första gången 1331. Han var son till riddaren Magnus Marinason (Magnus Marinasons ätt) och Kristina Birgersdotter (Hjorthorn, Birger Håkanssons ätt). Håkan Magnusson blev mellan 1336–1343 riddare. Han avled mellan 1343–1346.

### Familj
Håkan Magnusson var 23 augusti 1334 gift med Kristina Arvidsdotter (Sparre av Vik), dotter till riddaren Arvid Gustavsson (Sparre av Vik) och Ramborg Israelsdotter (And). Kristina Arvidsdotter var änka efter en riddare. Håkan Magnusson och Kristina Arvidsdotter fick tillsammans Arvid Håkansson.
Han gifte sig andra gången med Birgitta Finvidsdotter (Frössviksätten), dotter till riksrådet och riddaren Finvid Nilsson (Frössviksätten) och Kristina Magnusdotter (Folkungaättens oäkta gren). De fick tillsammans en dotter och riddaren Magnus Håkansson (Magnus Marinasons ätt) (död 1399).